# Břitva (anketa)
Břitva je odborná publicistická anketa, fungující jako české výroční rockové ceny a zahrnující vše z českého rocku, metalu, punku a hardcoru.
Hlasování se účastní oslovení publicisté píšící o těchto žánrech. 
Výsledky se tradičně vyhlašují na akci spojené s živým vystoupením kapel.  

## Vítězové v jednotlivých kategoriích

### Nahrávky a kapely
| Ročník | Album roku                                       | Objev roku             | Neřadové album roku                                              | Minialbum & split & singl roku                                             |
| ------ | ------------------------------------------------ | ---------------------- | ---------------------------------------------------------------- | -------------------------------------------------------------------------- |
| 2001   | Endless: Vital #1                                | Vuvr                   | Pathologist: Re-Regurgitation Over Fuckin' Pathological Splatter | Ravelin 7 / Thema Eleven                                                   |
| 2002   | Dark Gamballe: Merizo Nanen (zmetky boží)        | Pigsty                 | Insania: R.U. Dead?                                              | Forgotten Silence: Yarim Ay                                                |
| 2003   | Endless: Perfect Message                         | Beltaine               | Debustrol: Vyznání smrti (reedice)                               | Cerebral Turbulency: Germ of Erorr, Lycanthrophy: Repeat of Mistakes       |
| 2004   | Silent Stream of Godless Elegy: Relic Dances     | Flood                  | Gride: [1996-2003]                                               | Adultery: Slovanská krev, Sheeva Yoga & More Bad News: Ambivalent Attitude |
| 2005   | Ador Dorath: Symbols                             | Negative Face          | Ingrowing: Decameron of Grind                                    | Gride / Lahar                                                              |
| 2006   | Forgotten Silence: Kro Ni Ka                     | Scenery                | Silent Stream of Godless Elegy: Osamělí                          | Paladran: Nodfyr, Gride / Lycanthrophy                                     |
| 2007   | Insania: Rock'n'Freud                            | Liveevil, Translunaria | Lvmen – Lvmen & Raison d’etre, Törr: Witchhammer                 | Lycanthrophy / Saywhy?                                                     |
| 2008   | Malignant Tumour: In Full Swing                  | FDK                    | Insania: Rock'n'Freud (LP edice)                                 | Sheeva Yoga & Disney: Search & Drink                                       |
| 2009   | Dying Passion: Absorb                            | Mindwork               | Forgotten Silence: Thots (reedice)                               | Forgotten Silence: Tumulus / Chiasmatic: Temptament                        |
| 2010   | Insania: Kult hyeny                              | Gorgonea Prima         | Asmodeus: Prosincová noc blíže neurčeného roku (reedice)         | Esazlesa: Vyhlídky a konce                                                 |
| 2011   | Heiden: Dolores                                  | Modern Day Babylon     | Debustrol: Vyznání smrti Live                                    | Modern Day Babylon: The Manipulation Theory                                |
| 2012   | Master's Hammer: Vracejte konve na místo         | Morgue Son             | Flamengo: Kuře v hodinkách (reedice)                             | Five Seconds to Leave / Esazlesa                                           |
| 2013   | Heiden: A kdybys už nebyla, vymyslím si tě       | Perfecitizen           | Master's Hammer: Demos                                           | Lahar / Exorcizphobia                                                      |
| 2014   | Master's Hammer: Vagus Vetus                     | Hanba                  | Retroprotest: Nová deska se starym obsahem                       | Contrastic: Jařmo                                                          |
| 2015   | Perfecitizen: Corten                             | Hellyum                | Hrdinové nové fronty: Válečný území (reedice)                    | The Tower: The Tower                                                       |
| 2016   | Master's Hammer: Formulӕ                         | Mallephyr              | Telex: Řeznickej krám                                            | Cult Of Fire – Life & Sex & Death                                          |
| 2017   | První hoře: Křehký mechanismus pozemského štěstí | Trny & Žiletky         | Hrdinové nové fronty: Válka                                      | Mörkhimmel & The Tower – 39                                                |
| 2018   | Drom – Tady bůh není                             | Povodí Ohře            | Isacaarum: Retrorgy                                              | Decultivate: Milovat                                                       |

### Další kategorie
| Ročník | Video roku                                                 | Videoklip roku                                                            | Kniha roku                                                      | Festival roku             | Médium roku  | Firma roku               |
| ------ | ---------------------------------------------------------- | ------------------------------------------------------------------------- | --------------------------------------------------------------- | ------------------------- | ------------ | ------------------------ |
| 2001   | —                                                          | vyhlášeno společně s rokem 2002                                           | —                                                               | —                         | —            | —                        |
| 2002   | —                                                          | Tata Bojs: Attention aux hommes!                                          | Filip Fuchs: Kytary a řev aneb Co bylo za zdí                   | Obscene Extreme (Trutnov) | Payo         | Redblack                 |
| 2003   | Daniel Landa: Vltava Tour & Best of Video                  | vyhlášeno společně s rokem 2004                                           | —                                                               | Brutal Assault (Hvozd)    | Payo         | Redblack                 |
| 2004   | Törr & Root: HellTour 2004                                 | Asmodeus: Turisté smrti (Exitus dignitas)                                 | —                                                               | Brutal Assault (Hvozd)    | Pařát        | Redblack                 |
| 2005   | Obscene Extreme 2004                                       | Silent Stream of Godless Elegy: I Would Dance, Visací zámek: Známka punku | —                                                               | Brutal Assault (Svojšice) | Pařát        | Shindy                   |
| 2006   | Debustrol: XX let totálního massakru                       | Dark Gamballe: Tryskáč                                                    | —                                                               | Brutal Assault (Svojšice) | Pařát        | Redblack                 |
| 2007   | Arakain: XXV Eden                                          | Insania: Je mrtvá                                                         | —                                                               | Brutal Assault (Jaroměř)  | Pařát        | Redblack                 |
| 2008   | Asmodeus: Muka existence                                   | Dark Gamballe: Večer pod kometou                                          | Michal Pavlíček: Země vzdálené                                  | Brutal Assault (Jaroměř)  | Metalopolis  | Obscure                  |
| 2009   | Dying Passion: Live in Faval music circus                  | Insania: Večer, kdy Freud zpíval basem                                    | —                                                               | Brutal Assault (Jaroměř)  | Pařát        | Obscure                  |
| 2010   | Pigsty: 10 Years of the Universe Pigs Occupation           | Malignant Tumour: Earthshaker                                             | Miroslav Vaněk: Byl to jenom rock'n'roll?                       | Brutal Assault (Jaroměř)  | Pařát        | Obscure                  |
| 2011   | Six Degrees of Separation: Ubl                             | Insania: Pověsíme celebrity!                                              | Vladimir 518, Tomáš Souček, Karel Veselý: Kmeny                 | Brutal Assault (Jaroměř)  | Pařát        | Obscene                  |
| 2012   | Hypnos: Visible Commando                                   | Buty: Píseň práce                                                         | —                                                               | Brutal Assault (Jaroměř)  | Pařát        | Obscure                  |
| 2013   | Root: Viginti Quinque Annis in Scaena                      | Hentai Corporation: Equilibristic Brides                                  | Vladimir 518 a kolektiv: Kmeny 0                                | Brutal Assault (Jaroměř)  | Pařát        | MetalGate                |
| 2014   | —                                                          | Malignant Tumour: At Full Throttle                                        | Bruno: Revoltikon                                               | Brutal Assault (Jaroměř)  | Trhavina     | Obscure                  |
| 2015   | Krabathor: Rebirth of Brutality - Live in Uherské Hradiště | Mortal Cabinet: Černý myslivec                                            | Pavel Křiklan: Brutal Assault - Dvacet let (1996-2005)          | Brutal Assault (Jaroměř)  | Pařát        | Obscure                  |
| 2016   | Malignant Tumour: The Way Of Metallist 1991-2016           | Malignant Tumour: Walk As We Talk                                         | Václav Votruba: Kniha kovu – část 1                             | Brutal Assault (Jaroměř)  | Hluboká orba | PHR / Papagájův hlasatel |
| 2017   | Hypnos: The Livecrow                                       | Dark Gamballe: Kult samorostu                                             | Alesh AD Dostál & Rootan Archive: ROOT – Temné kořeny 1987-2017 | Brutal Assault (Jaroměř)  | Pařát        | Obscure & Brutal Assault |
| 2018   | __                                                         | Insania & Adéla Elbel: Ať kypí žluč                                       | Václav Votruba: Kniha kovu – část 3                             | Obscene Extreme (Trutnov) | Pařát        | Metalgate                |

### Potěšení a zklamání roku
| Ročník | Potěšení roku | Zklamání roku |
| ------ | --- | --- |
| 2001   | deklarace proti rasismu a nacionalismu v metalu | Pedrův výstřel na Shindyho, tragická nehoda Amon, rozkol v Silent Stream of Godless Elegy                                                                                                   |
| 2002   | pořad Madhouse | vyznění deatmetalového dílu pořadu Ladí neladí |
| 2003   | Břitva, Honza Müller (T.L.O.R.) mistrem světa v thaiboxu | tragédie Purulent v ČR |
| 2004   | Břitva, Hard And Heavy na Radiu Beat | netištěné magazíny Payo a Whiplash |
| 2005   | metalové pořady M.Husáka na ČT a Madhouse na Óčku | policejní brutalita na CzechTeku |
| 2006   | Marthus bubeníkem Cradle of Filth | názorový rozkol Pražského výběru |
| 2007   | 25letý Arakain, podpora vinylů – Vinyl Disk Musick | mohutnící vlna NSBM, malá návštěvnost klubových akcí |
| 2008   | Ozzák a seriál Comeback | brutálně zavražděný František Sahula |
| 2009   | návrat Master's Hammer | album, obal a text písně ABBAND – Aleš Brichta – Deratizer |
| 2010   | návrat Hypnos na scénu | konec pořadu Madhouse |
| 2011   | vznik magazínu Aardvark, vznik pořadu Reactor | zemřel Václav Havel |
| 2012   | koncertně obnovený Pražský výběr | proslov Daniela Landy na Slavících, zatčen Randy Blythe |
| 2013   | Obscene Extreme konaný také v Mexiku, Indonésii a Austrálii | zemřel René „Fusaty“ Krystyn (Dissolving of Prodigy) |
| 2014   | koncert skupiny Krabathor na festivalu Brutal Assault | existence, popularita a texty skupiny Ortel |
| 2015   | vzpomínkové turné skupiny Krabathor | politické projevy a komentáře Aleše Brichty, stříbrný Český Slavík pro Ortel a bronzový pro Tomáše Ortela                                                                                   |
| 2016   | společná iniciativa skupin odmítajících hrát s kapelou Ortel, dokument skupiny Malignant Tumour The Way Of Metallist, po smrti Filipa Fuchse dokončené poslední číslo fanzinu Hluboká orba, koncerty pro pražské autonomní centrum Klinika | zemřel Filip „Phil Hell“ Fuchs (Hluboká orba, SEE YOU IN HELL, United Crusties aj.), zemřel Radim Hladík (MATADORS, BLUE EFFECT), město Valašské Klobouky rušící koncert skupin TÖRR a ROOT |
| 2017   | koncertní návrat Master's Hammer | Aleš Brichta zpívající státní hymnu na povolební tiskové konferenci SPD |
| 2018   | dokumentární zpověď Jiří BigBoss Valter: Vzpomínky na hovno | zemřel publicista Vojtěch Lindaur (Rock & Pop, Rock & All aj.) |

## Břitva desetiletí
2001–2010:
- Album desetiletí – 1. První hoře - Lamento, 2. Insania - Rock’n'Freud, 3. Silent Stream of Godless Elegy - Relic Dances
- Video desetiletí – 1. Debustrol – XX let totálního massakru
- Videoklip desetiletí – 1. Malignant Tumour – Earthshaker
- Kniha desetiletí – 1. Filip Fuchs: Kytary a řev aneb Co bylo za zdí, Robert Kania & Bohouš Němec – Arakain - 20 let natvrdo
- Festival desetiletí – 1. Brutal Assault, 2. Obscene Extreme, 3. Masters of Rock
- Médium desetiletí – 1. Pařát, 2. Metalopolis, 3. Payo
- Firma desetiletí – 1. Redblack, 2. Shindy, 3. Obscene
- Texty desetiletí – 1. Insania

## Osobnost scény
2010:
1. Petr Korál
2. Petr "Poly" Pálenský
3. Miloslav "Čurby" Urbanec
4. Martin "Shindy" Brzobohatý
5. Michal Husák
6. Petr "Herdron" Říha
7. Bronislav "Bruno" Kovařík
8. Jiří "Big Boss" Valter
9. Miloš "Dodo" Doležal
10. Jiří "Barvák" Barvínský

2015:
1. Miloslav "Čurby" Urbanec
2. Martin "Shindy" Brzobohatý
3. Petr "Herdron" Říha
4. Bronislav "Bruno" Kovařík
5. Petr "Poly" Pálenský
6. Petr Korál
7. Jan "Johan" Filip
8. Filip "Phil Hell" Fuchs
9. Tomáš Fiala
10. František Štorm

## Galerie legend
Od roku 2011 jsou historicky významné kapely uváděny do Galerie legend:
- 2011 – Olympic, Arakain, Visací zámek
- 2012 – Pražský výběr, Master's Hammer, Insania
- 2013 – Blue Effect, Hrdinové nové fronty, XIII. století
- 2014 - Citron, Našrot, Krabathor
- 2015 - Stromboli, Debustrol, Plexis
- 2016 - Root, Šanov 1, The Plastic People Of The Universe
- 2017 - Vladimír Mišík & ETC…, Vitacit, Malignant Tumour
- 2018 - Jiří Schelinger & Skupina F. R. Čecha, TÖRR, Zeměžluč
- 2019 - Jasná páka & Hudba Praha, Lucie, Titanic